# كينغستون (مقاطعة أولستر)
كينغستون (نيويورك) (بالإنجليزية: Kingston (town), New York)‏ هي بلدة أمريكية تقع في الولايات المتحدة في مقاطعة أولستر، نيويورك. يقدر عدد سكانها بـ 889 نسمة ومساحتها 20.2 كم2 وترتفع عن سطح البحر 145 متر.